# The Hamptons

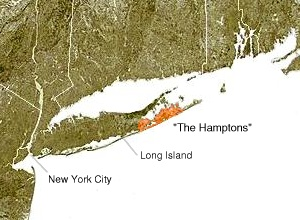
Localització de The Hamptons

The Hamptons és un terme referit a diversos llocs a l'est de Long Island a l'estat de Nova York, als Estats Units. Són ben coneguts per ser un lloc de vacances per als estatunidencs més rics, i un lloc on els més afortunats de la ciutat de Nova York poden passar l'estiu o els caps de setmana. Als Estats Units, quan hom parla de gent opulenta, és molt comú sentir la frase, "una casa a The Hamptons".
L'àrea East Hampton ("Hampton Oriental") generalment es considera la més rica i la més exclusiva, on hi viuen moltes celebritats i milionaris.
Malgrat la idea popular dels Hamptons com una comunitat de classe benestant i d'alts ingressos econòmics, els Hamptons també són llar dels de classe econòmica baixa; fins i tot al suposadament opulent East Hampton, hi ha treballadors immigrants de països en vies de desenvolupament, que es muden allà per obtenir alguna oportunitat de treball i aprofitar la conjuntura de la creixent indústria de construcció creada per la demanda de grans cases.

## Habitants famosos de The Hamptons
- Star Jones
- Sarah Jessica Parker i Matthew Broderick
- Ron Perlman
- Kimora Lee Simmons
- Jackie Onassis
- Katie Couric
- Christie Brinkley
- Jerry Seinfeld
- Gwyneth Paltrow
- Kelly Ripa
- Blake Lively
- Steven Spielberg i Kate Capshaw
- Renée Zellweger
- Caroline Kennedy
- Russell Simmons
- Diddy
- Roy Scheider
- Calvin Klein
- Ralph Lauren
- Alec Baldwin
- Ira Rennert
- Chanelle Rivas
- Paris Hilton
- Tiger Woods
- Fergie
- Lady Gaga
- Joanne Kathleen Rowling